# The Times (EP)
The Times es un EP del músico canadiense Neil Young, publicado por la compañía discográfica Reprise Records el 18 de septiembre de 2020. El álbum consta de grabaciones hechas en su hogar durante la serie Fireside Sessions.

## Grabación
Las Fireside Sessions fueron una serie de conciertos que Young publicó en su página web para sus seguidores a raíz del confinamiento producido a causa de la pandemia de COVID-19. El EP fue publicado solo en la página web del músico y en Amazon Music.

## Lista de canciones
Todos escriben de Neil Young, menos donde notado
1. "Alabama" – 3:00
2. "Campaigner" – 3:28
3. "Ohio" – 2:49
4. "The Times They Are a-Changin'" (Bob Dylan) – 5:01
5. "Lookin’ for a Leader" – 4:11
6. "Southern Man" – 3:32
7. "Little Wing" – 4:45

## Personal
- Neil Young - guitarra, armónica y voz.
- Niko Bolas - producción
- dhlovelife - fotografía, dirección arte, recordando
- Janice Heo - ayuda de dirección arte
- Dana Neilsen - masterización

## Posición en listas
| País (2020)                     | Posición |
| ------------------------------- | -------- |
| Austria (Ö3 Austria)            | 38       |
| Bélgica (Ultratop flamenca)     | 144      |
| Bélgica (Ultratop valona)       | 66       |
| Francia (SNEP)                  | 107      |
| Alemania (Offizielle Top 100)   | 57       |
| Hungría (MAHASZ)                | 23       |
| Italia (FIMI)                   | 89       |
| Escocia (Scottish Albums Chart) | 14       |
| Suiza (Schweizer Hitparade)     | 31       |
| Reino Unido (UK Albums Chart)   | 99       |